# Copidosoma bouceki
Copidosoma bouceki är en stekelart som beskrevs av Kazmi och Hayat 1998. Copidosoma bouceki ingår i släktet Copidosoma och familjen sköldlussteklar. Inga underarter finns listade i Catalogue of Life.